# Liste der Kulturgüter in Winterthur
Die Liste der Kulturgüter in Winterthur enthält alle Objekte in der Stadt Winterthur im Kanton Zürich, die gemäss der Haager Konvention zum Schutz von Kulturgut bei bewaffneten Konflikten, dem Bundesgesetz vom 20. Juni 2014 über den Schutz der Kulturgüter bei bewaffneten Konflikten sowie der Verordnung vom 29. Oktober 2014 über den Schutz der Kulturgüter bei bewaffneten Konflikten unter Schutz stehen.

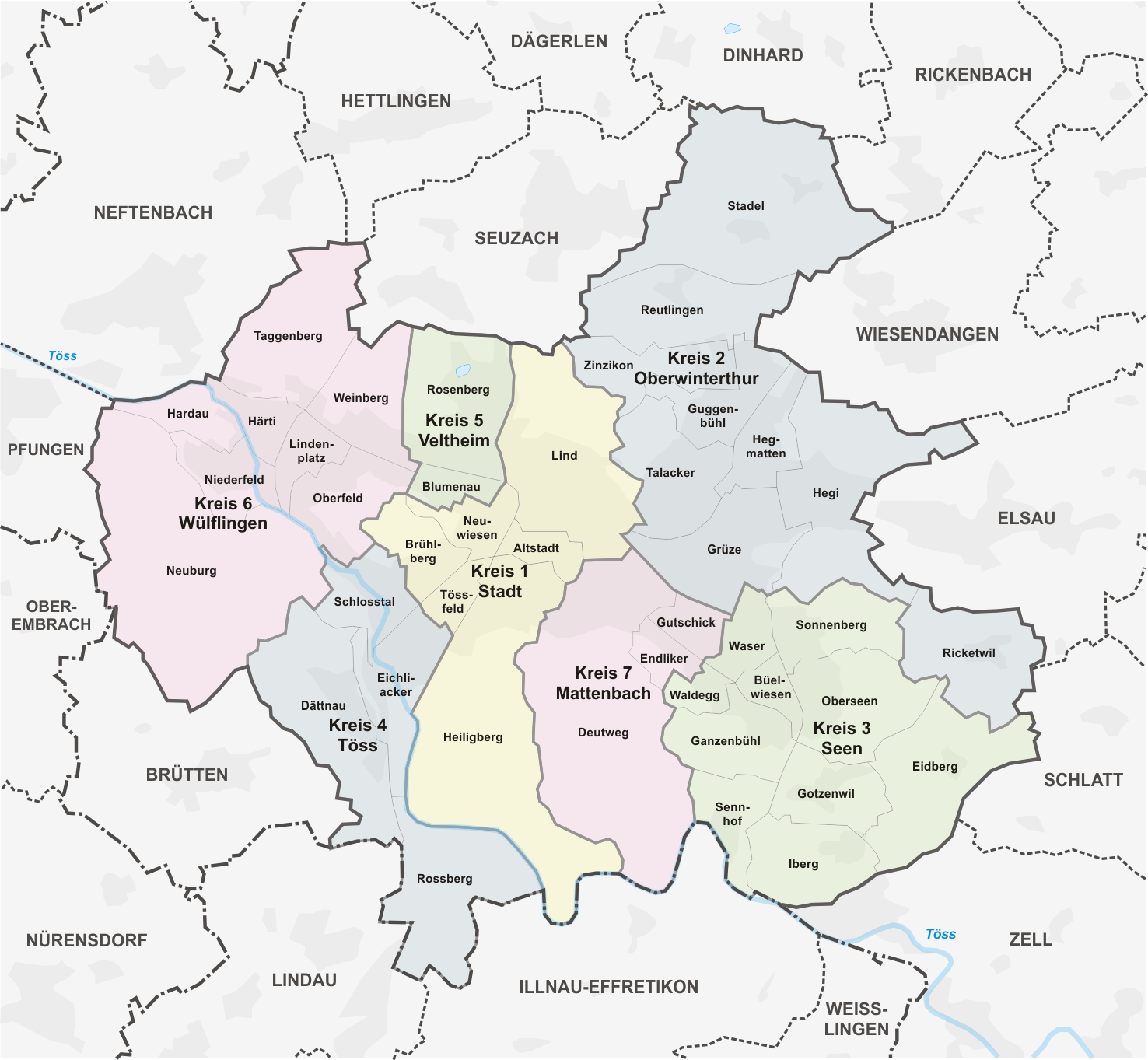
Stadtkreise von Winterthur

Aus Gründen der Übersichtlichkeit ist die Liste nach den sieben Stadtkreisen gegliedert (Stand: 1. Januar 2022):
- Kreis 1 (Stadt)
- Kreis 2 (Oberwinterthur)
- Kreis 3 (Seen)
- Kreis 4 (Töss)
- Kreis 5 (Veltheim)
- Kreis 6 (Wülflingen)
- Kreis 7 (Mattenbach)